# Víztoronyház
A Víztoronyház (avagy újpalotai toronyház, köznyelvben „CASCO-ház”, vagy „CSÉB-ház” munkanevén 42-es víztározós toronyház) Budapest legmagasabb és az ország harmadik legmagasabb lakóépülete a szolnoki toronyház és a debreceni toronyház után. Budapest XV. kerületében, azon belül is Újpalotán található, az újpalotai lakótelepen, annak is majdnem pont a közepén. Különös nevét onnan kapta, hogy az épület legfelső szintjeit egy ma már használaton kívüli víztorony foglalja el.

## Története
Az 1960-as évek végén, 1970-es évek elején Heim Ernő javaslatára kezdtek el Budapesten toronyházakat építeni a városképileg hangsúlyos helyekre, „megjelölve” ezeket a pontokat. Ezen koncepció mentén született meg számos más épület mellett például a Semmelweis Egyetem Elméleti Tömbje is a budapesti Nagyvárad téren, vagy épp a Körszálló Budán.
Az újpalotai lakótelep építését 1969-ben kezdték el és 1973-ig 10 300 lakás készült el (1978-ra pedig mintegy 15400). Ezek zavartalan vízellátásához feltétlenül szükségessé vált egy víztorony, aminek magasabbnak kellett lennie a környező 10-12 emeletes házaknál is. Mivel ez még az akkor elképzelések szerint is kifejezetten elcsúfította volna a városképet, valamint az éppen csúcson lévő „toronyházépítési láz” hívta életre a munkanevén „42-es víztározós toronyház” ötletét, ami ötvözte a toronyház és a víztorony funkcióit, egy húszemeletes épület tetejébe „rejtve” a víztornyot.

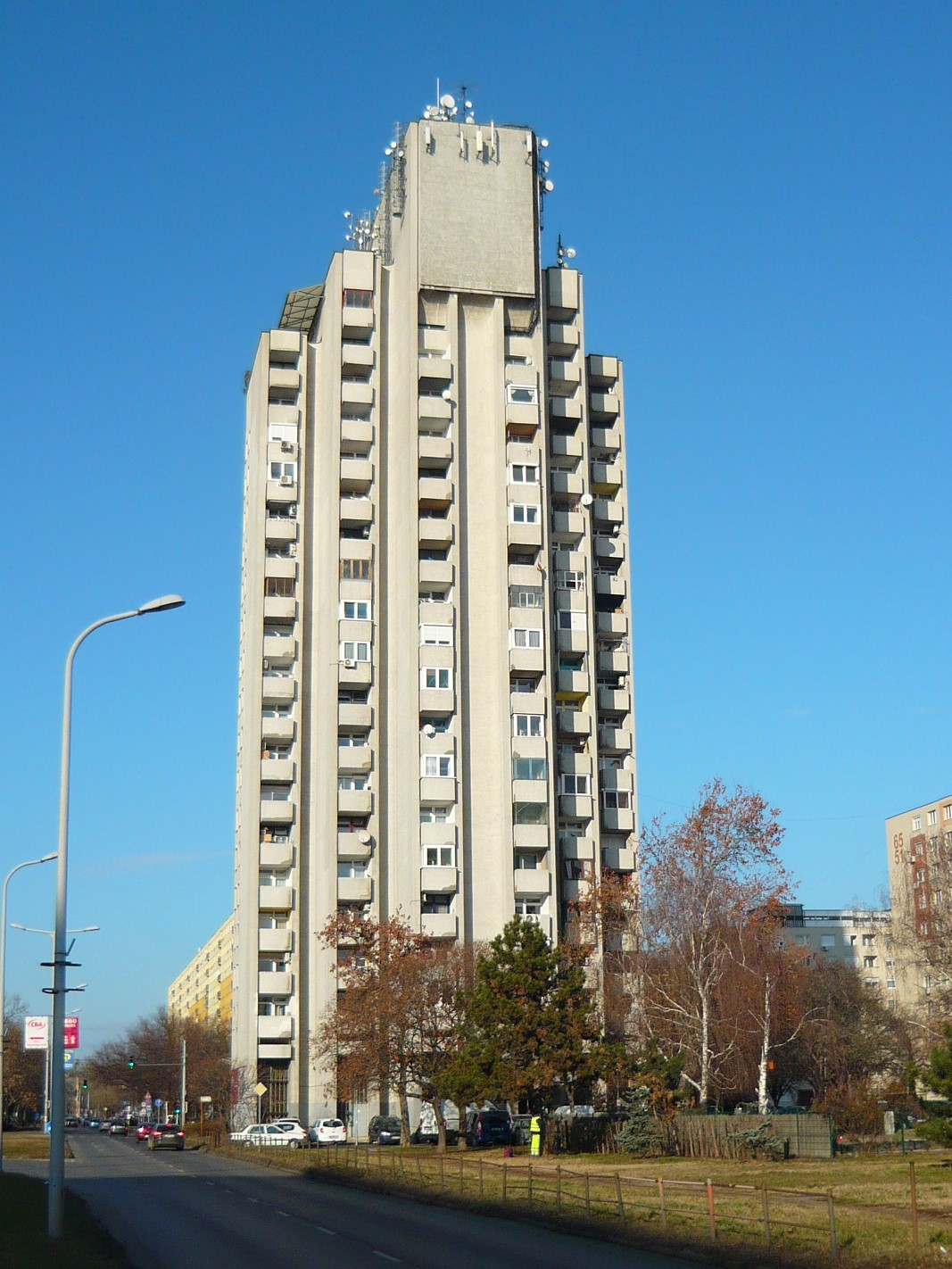
Az épület 2022 januárjában

Az épület tervezői Tenke Tibor és Mentes Endre voltak. Eredetileg 80 méterrel délebbre tervezték felépíteni, de a talaj ezt ott nem tette lehetővé, így a további talajvizsgálatok nyomán került a mostani helyére, míg az eredetileg kijelölt területből lett az épület melletti fás, füves park, ami 2014 óta egy közösségi kertnek is helyet ad.
A víztoronyház a környező panelházakkal ellentétben csúszózsalus építési technológiával épült, azaz előregyártott elemek helyett ott helyben öntötték ki emeletről emeletre az épület tartófalait betonból, a zsaluzatot mindig egy szinttel feljebb csúsztatva, ahogy egy-egy emelet elkészült és a födémeket csak ez után építették a helyükre. Ez az építési mód a házgyárak és az erőltetett iparosítás korában igazi ritkaságnak számított, de az épület egyedisége meg is követelte azt, egyben lehetőséget is adott arra, hogy az épület egyedi, tömbszerű homlokzati megjelenést kaphasson a panelházak egyformaságához képest. Maga a zsaluzás az 1973-as kezdés évében elkészült, de a födémek utólagos beszerelése és a gépészet - különös tekintettel a víztartályokra - elnyújtották az építés idejét, végül ez a ház épült a legtovább, a lakók csak 1976-ben költözhettek be. A csúszózsaluzatos technológia lakóépületeknél való alkalmazására - részben itt szerzett tapasztalatok alapján - ezt követően már nem került sor: ez az utolsó így épült lakóépület Magyarországon.
A húszszintes épületben összesen 98 lakás található. Az első emelet a szerelőszint, ott nincs lakás, utána viszont a 18-ik emeletig minden szint hat-hat lakást tartalmaz. A hat lakásból négy darab 32 négyzetméteres garzonlakás, ezek helyezkednek el középen, a további két lakás pedig az épület két oldalán. A két oldalsó lakás egyaránt 72 négyzetméteres és három szobás (azaz egy plusz két félszobás). A korszellemet követve mind a négy garzonlakás pontosan ugyanakkora, ahogy egymáshoz mérten a két nagyobb lakás is, illetve a lakások alaprajza az épület középvonala mentén egymás tükörképei, azaz a három jobb oldali lakás méretben és elrendezésben is pontos tükörképe a három bal oldalinak. Ezt az egyformaságot csak a legfelső, 18-ik emelet töri meg, ahová csupán két, egyaránt belső két szintes, nagy belmagasságú, észak felé ablakos, négy szobás „művészlakást” terveztek hatalmas panorámaterasszal. Ezt a két lakást már csak lépcsőn lehet elérni, mert a lift a 17-ik emeletig megy csak fel. Az akkori koncepció mentén, ami a lakásokat a szórakozás és kikapcsolódás helyének tekintették, a kiszolgáló funkciókat, mint a fürdőszoba és a konyha, mindenhol a lehető legkisebbre vették, illetve a szekrényeket is a folyosókra tervezték, hogy a lehetőségekhez képes minél nagyobb szobákat tudjanak kialakítani, akárcsak a „hagyományos” panelházakban. 
Egy alternatív koncepcióban a tervezők a víztorony fölé további hét lakószintet is elképzeltek, szintenként 16 darab pici garzonlakással a „szobabérlők” számára, de végül ezt a verziót elvetették. 
Az épületen elhelyezett neonreklámok után a helyi köznyelvben elterjedt a „CSÉB-ház”, vagy „CASCO-ház” megnevezés is. Ezek a reklámok mára már eltűntek, a tetején lévő víztorony pedig az 1975-ös átadást követően mindössze tíz évig működött, mikor is a technológiai fejlődés a további üzemeltetését szükségtelenné tette. Azóta kizárólag lakóépületként funkcionál, illetve a tetején számos adótorony és átjátszóállomás kapott helyet.
A művészlakások mind a mai napig önkormányzati tulajdonban vannak és kizárólag főállású festőművészeknek adják ki. Az egyiket a kezdetek óta Nagy Sándor Zoltán lakja, míg a másik az első tizenöt évben Nagy Előd, majd több, mint két évtizedig Dréher János műterme volt, ma pedig Krnács Ágota él és alkot itt,  aki 2019-től VTHM - VízToronyHáz.Műterem néven, kortárs kiállítótérként nyitotta meg stúdióját a látogatók előtt. 